# Kulluvallei

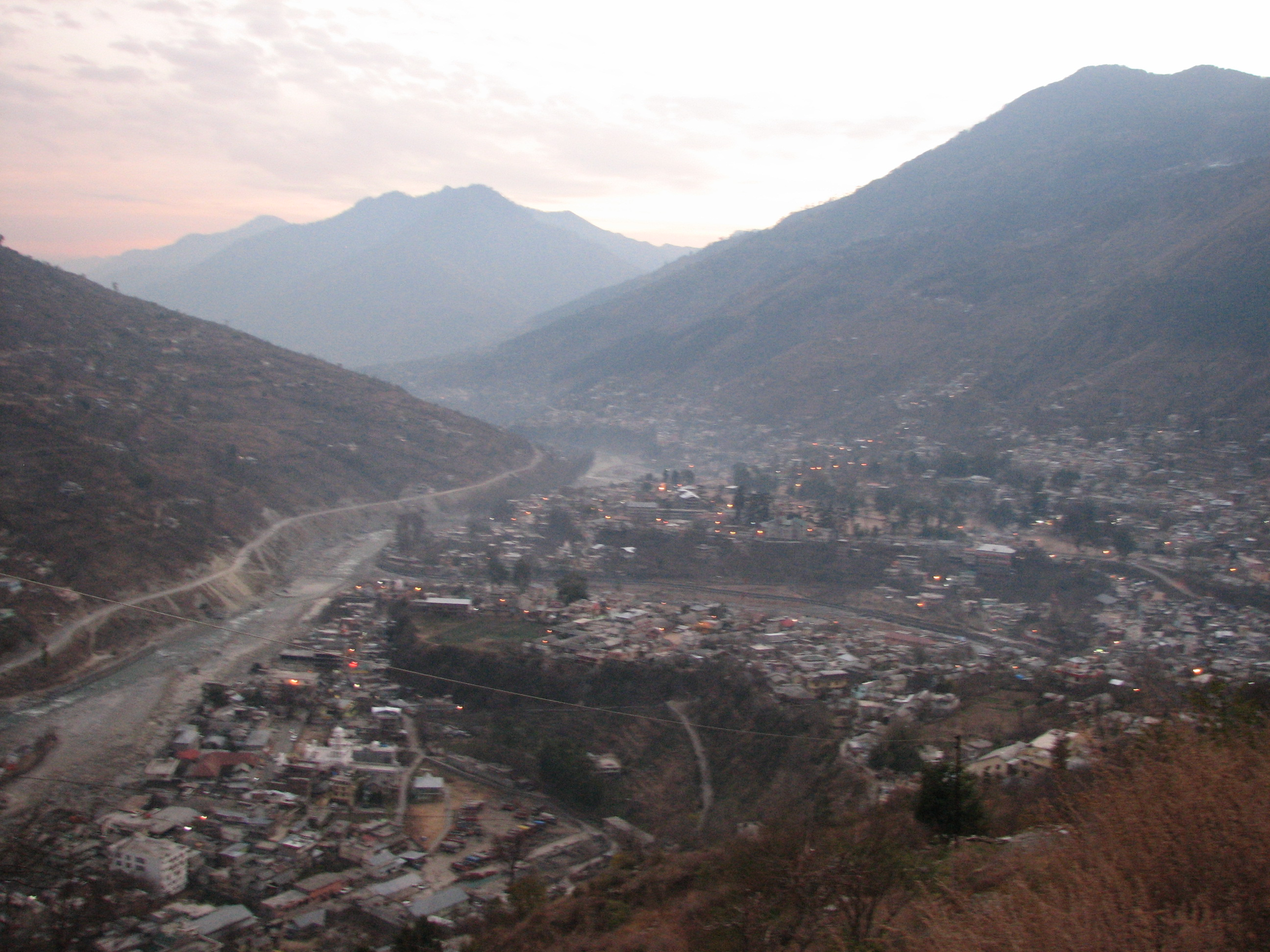
De Kulluvallei bij Kullu.

De Kulluvallei is een dal in de Indiase Himalaya. De vallei wordt gevormd door de rivier de Beas, die er van noord naar zuid doorheen stroomt. De belangrijkste plaatsen zijn Kullu, Naggar, Bhuntar, Manali en Aut. Administratief valt de vallei samen met de Parbativallei en de Lugvallei in het Kullu District.
In het noorden loopt de vallei dood op het Pir Panjalmassief. In totaal is de vallei zo'n 80 km lang. In het noorden is de breedte soms wel 2 km, maar in het zuiden vormt de Beas een tot 300 m diepe kloof. Bij Bhuntar komt de Parbativallei vanuit het oosten uit op de Kulluvallei.

## Economie
De Kulluvallei is bekend om de wol van angorakonijnen en pashminageiten. In de vallei liggen diverse boerderijen waar deze dieren worden gehouden. Van de wol worden onder andere sjaals geweven. Manali is sinds de jaren negentig uitgegroeid tot een van de bekendste toeristische bestemmingen in de Indiase Himalaya. Eerder was de vallei in trek bij hippies, die afkwamen op de goede kwaliteit marihuana die in de vallei groeide (en groeit, hoewel gebruik tegenwoordig illegaal is in India).
In het zuiden is de vallei via de Jalori La verbonden met Shimla en de Kinnaurvallei. Stroomafwaarts van Aut gaat de Beas naar het westen stromen en houdt de Kulluvallei op. De weg loopt langs de rivier verder naar Mandi, Dharamsala en Pathankot. In het noorden is de vallei over de Rohtangpas over de Pir Panjal verbonden met de Lahaulvallei. Het dichtstbijzijnde treinstation is in Shimla en bij Bhuntar is een klein vliegveld.

## Geschiedenis en cultuur
In de tijd van de Veda's was de vallei bekend als Kulanthapitha, wat "het einde van de wereld" betekent. De vallei was lange tijd een zelfstandig prinsenstaatje. De hoofdstad was eerst Jagatsukh vlak bij Manali, later werd dit Naggar. De radja van Naggar was een vazal van de Mogol- en de Sikhkeizers, tot de Britten Kullu in 1846 annexeerden en bij de Brits-Indische provincie Punjab voegden. De hoofdstad verschoof daarna naar Kullu.
De overgrote meerderheid van de bevolking is hindoe, maar er zijn ook minderheden van boeddhisten en sikhs. De vallei is bekend om zijn Dussehrafestival in oktober/november.